# Комсомольский (Белгородский район)
Комсомольский — посёлок Белгородского района Белгородской области России. Административный центр Комсомольского сельского поселения.

## География
Посёлок расположен у истока реки под названием Гостянка (правый приток Везёлки), в 2,5 км по прямой к западу от городской застройки города Белгорода.

## История

### Происхождение название
В 1930-е годы — «годы коллективизации» — был создан колхоз «Гигант», отведенные ему земли занимали почти треть нынешней территории Белгородского района. В одно из отделений «Гиганта» по комсомольским путевкам прибыло 8 комсомольцев-трактористов, и отделение стали звать Комсомольским. 

### Исторический очерк
Поселок Комсомольский Белгородского района образовался в 1930-е годы. Основавшие его восемь комсомольцев, которые приехали в этот край выращивать картофель, поначалу жили в землянках, но со временем поселение стало разрастаться.
Во время Великой Отечественной войны поселок дважды занимали немцы: с октября 1941 года по февраль 1943 года и с марта по август 1943 года.
После войны Комсомольское отделение совхоза «Плодоовощной» выглядело так: небольшая ферма, 8 бараков и 2 частных дома.
С 1959 года здесь начали сажать фруктовые сады.
В 1968 году был создан совхоз «Комсомолец», и в поселке начали строить многоэтажные дома для рабочих и специалистов совхоза. В то же время начало развиваться индивидуальное жилищное строительство, земли под которое стали раздавать после раскорчевки садов, которые перестали приносить доход.
В 1970-е года посёлок Комсомольский в Ближненском сельсовете Белгородского района; в 1980-е годы поселок — центр Комсомольского сельсовета, в который входило еще село Красное.
К 1998 году посёлок Комсомольский — центр Комсомольского сельского округа в Белгородском районе.
С 1999 года посёлок Комсомольский в Белгородском районе — центр Комсомольского сельского округа, в который входит и село Красное.
С 2010 года — посёлок, центр Комсомольского поселкового поселения.

## Население
| 2002 | 2010  | 2021  |
| ---- | ----- | ----- |
| 1653 | ↗2201 | ↗4379 |

На 17 января 1979 года в посёлке Комсомольском — 492 жителя, на 12 января 1989 года — уже 1013 (461 мужчина, 552 женщины); на 1 января 1994 года — 1150 жителей.
В 1998 году — 1250 жителей, в 2001 году — 1565 жителей.

## Инфраструктура
По состоянию на 2005 год в посёлке имелась средняя школа (296 уч-ся) и детский сад (80 детей в 4 группах), Дом культуры, библиотека, 2 продовольственных и хозяйств, магазины, почтовое отделение и филиал Сбербанка, амбулатория (12 врачей и медсестер), аптека.
На территории поселка Комсомольский функционирует ОАО «Комсомолец», которое как отдельное хозяйство входит в агрохолдинг «Белгородская нива». Основное направление деятельности предприятия — сельское хозяйство (выращивание зерновых и сахарной свеклы, животноводство).